# منى التونسي
منى التونسي مصممة أزياء ومصممة ملابس مصرية.

## مسيرتها المهنية
تخرجت منى التونسي من الجامعة الأمريكية بالقاهرة، ثم عملت كمصممة أزياء، واشتهرت بتصميم الأزياء لعدد من مشاهير التمثيل والغناء في العالم العربي، ومن أبرزهم محمد منير ونانسي عجرم ودنيا سمير غانم، كما قامت بتصميم الأزياء واختيار ملابس الشخصيات في عدد من الأعمال الدراميّة والمسلسلات التليفزيونية والأفلام السينمائية، ومن أهمها:
- مسلسليكو: فوازير أنتجت عام 2013.
- السيدة الأولى: مسلسل تليفزيوني أنتج عام 2014.
- علامة استفهام: مسلسل تليفزيوني أنتج عام 2019.
- 30 مارس: فيلم سينمائي أنتج عام 2021.
- برا المنهج: فيلم سينمائي أنتج عام 2021.
- نجيب زاهي زركش: مسلسل تليفزيوني أنتج عام 2021.
- مسلسل جودر: مسلسل تليفزيوني أنتج عام 2024.
- عصابة الماكس: فيلم سينمائي أنتج عام 2024.

## الجوائز
نالت منى التونسي عام 2024 جائزة أفضل تصميم أزياء من جوائز رمضان للإبداع عن تصميمها لملابس الشخصيات في مسلسل جودر، كما حصلت في نفس العام وعن نفس العمل جائزة مهرجان كأس إينرجي للدراما.

## وصلات خارجية
- صفحة المصممة على قاعدة بيانات الأفلام العربية